# 地球外少年少女
《地球外少年少女》是日本原創動畫，磯光雄原作、編劇、導演，於2022年1月28日於Netflix發佈，共6集。這6集也會分為兩部份在日本院線上映，2022年1月28日上映前篇，2月11日上映後篇。
本作品是磯光雄繼《電腦線圈》之後第二部執導作品。

## 故事簡介
時間是2045年，故事的舞台是日本製造的太空站「安心」，在月球出生的少年「登矢」和兒時玩伴「心葉」為了移居地球而在太空站進行復健，但他們卻和首次到宇宙旅行的地球孩子「大洋」、「美衣奈」、「博士」一同被捲入了太空站與彗星的衝撞事故。在與大人們隔絕，網路也被切斷的封閉空間中，時而衝突、時而互助的孩子們，必須共同面對減壓、EVA、微型機械失控等種種困難。

## 登場人物
相模登矢（聲：藤原夏海）
14歲，中二病駭客，最早誕生於月球的孩子之一。
七瀨·Б·心葉（聲：和氣杏未）
14歲，登矢的兒時玩伴，和登矢同樣出生於月球。
筑波大洋（聲：小野賢章）
14歲，參加未成年宇宙體驗的少年。
美笹美衣奈（聲：赤崎千夏）
14歲，自稱宇宙TUBER，目標是在SNS收穫1億粉絲。
種子島博士（聲：小林由美子）
12歲，美衣奈的弟弟，因雙親離婚而與姊姊姓氏不同。
那沙·休士頓（聲：伊瀨茉莉也）
太空站「安心」的護理人員，登矢和心葉的主治醫師。

## 外部連結
- 官方網站（日語）
- 地球外少年少女的X（前Twitter）（日語）
- 在Netflix上觀看《地球外少年少女》